# Baie Sainte Anne
Baie Sainte Anne ist einer der 25 Verwaltungsbezirke der Seychellen und einer von zweien auf der Insel Praslin. Es handelt sich mit 25 Quadratkilometern um einen der flächenmäßig größten Bezirke des Landes. Mit 3922 Einwohnern steht Baie Sainte Anne an dritter Stelle der seychellischen Bezirke. Die Inseln Curieuse, Round, Chauve Souris und St. Pierre sowie die durch Landgewinnung entstandene 27,3 Hektar große Eve Island gehören ebenfalls zum Bezirk. Die Hauptorte sind der Hafen Baie Sainte Anne sowie der Touristenort und Bezirksverwaltungssitz Anse Volbert.

## Geschichte und Benennung
Am 20. November 1768 nahm der französische Leutnant Lampériaire die fortan Praslin genannte Insel in den Besitz der französischen Krone. An der heute Anse Possession genannten Bucht wurde ein Stein gesetzt, der die Inbesitznahme dokumentierte. An einem 15 Meter hohen Mast wehte an diesem Sonntagmorgen erstmals die französische Fahne über Praslin.
Der Bezirk wurde nach der Schutzpatronin der ersten katholische Kirche auf der Insel, der Heiligen Anna, Baie Sainte Anne (Bucht der Heiligen Anna) benannt, einem natürlichen Hafen im Osten der Insel Praslin. Hier entwickelte sich die Baie Sainte Anne genannte Siedlung. Sowohl der Bezirk, als auch die Siedlung werden Baie Ste. Anne oder auch nur BSA abgekürzt.

## Wirtschaft und Infrastruktur
Der bedeutendste Wirtschaftsfaktor des Bezirks ist der Tourismus, der sich vor allem an der Anse Volbert, einem drei Kilometer langen Strandabschnitt konzentriert. In der Ansiedlung Baie Sainte Anne befinden sich das Inselkrankenhaus sowie der Hafen, in dem Frachtschiffe und Schnellfähren von Praslin nach Mahé und La Digue verkehren.

## Sehenswürdigkeiten

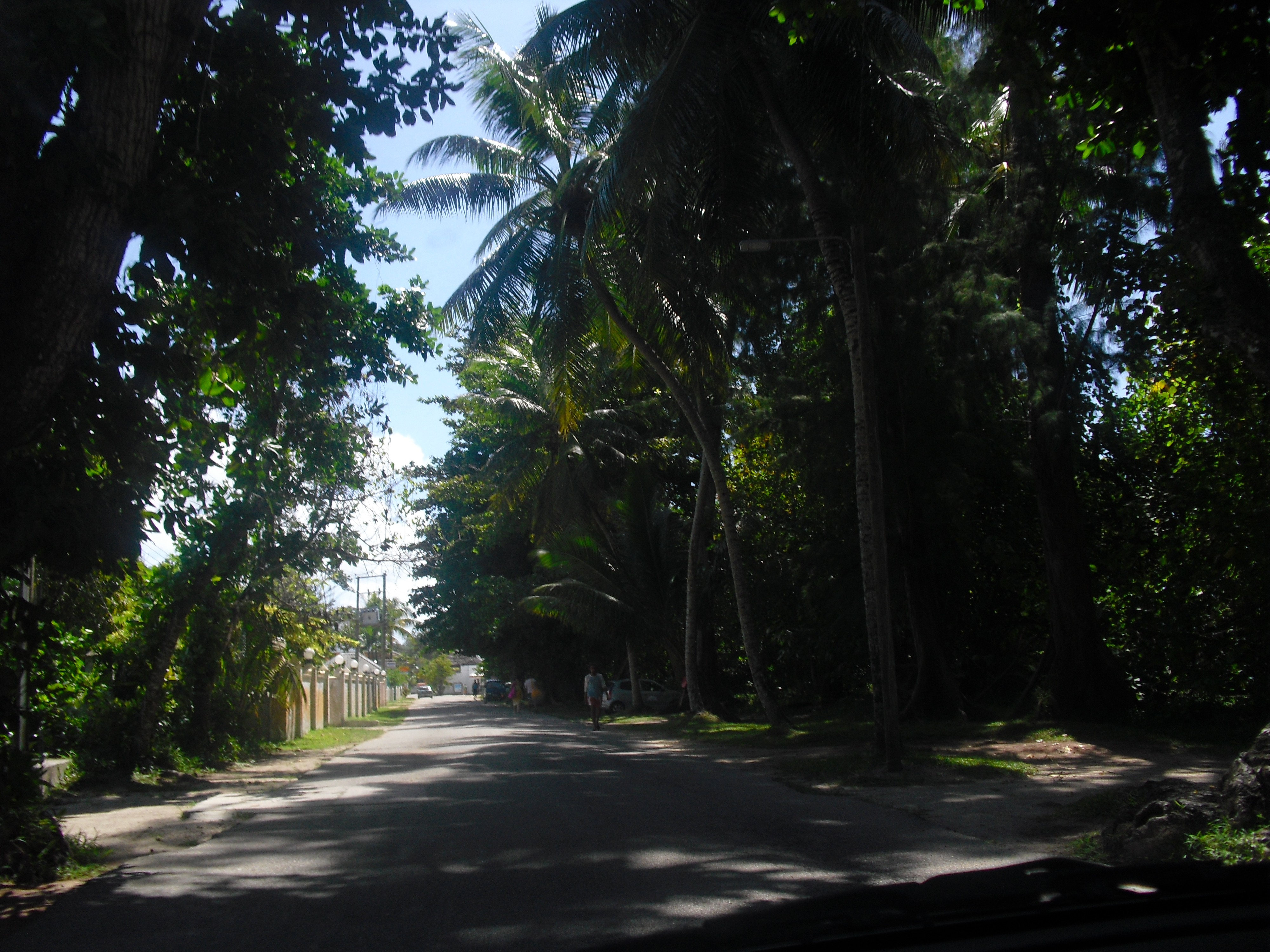
Anse Volbert, Hauptstraße

Mit dem Urwald Vallée de Mai, einem von zwei Weltnaturerbestätten der Seychellen, verfügt der Bezirk über eine Touristenattraktion ersten Ranges, die er sich mit dem anderen Inselbezirk Grand Anse teilt. Die Anse Volbert ist ein beliebtes Reiseziel. Hier liegen die größten Hotels Praslins. Die Anse Lazio (Chevalier Bay) zählt zu den schönsten Stränden der Welt. Die Insel Curieuse ist wegen der dort freilebenden Aldabra-Riesenschildkröten sowie den Ruinen einer Leprakolonie ein bekanntes Ausflugsziel. Ein beliebtes Tauch- und Schnorchelrevier liegt um die Insel St. Pierre, wobei die Korallenbleiche die Artenvielfalt reduziert hat.